# Preslia : věstník Československé botanické společnosti
Preslia. Časopis Československé Botanické Společnosti (abreviado Preslia) es una revista con ilustraciones y descripciones botánicas que es editada en Praga desde el año 1914 con el nombre de Preslia : věstník (časopis) Československé botanické společnosti. Bulletin de la Société Botanique Tchecoslovaque a Prague.